# بطارية ملح منصهر

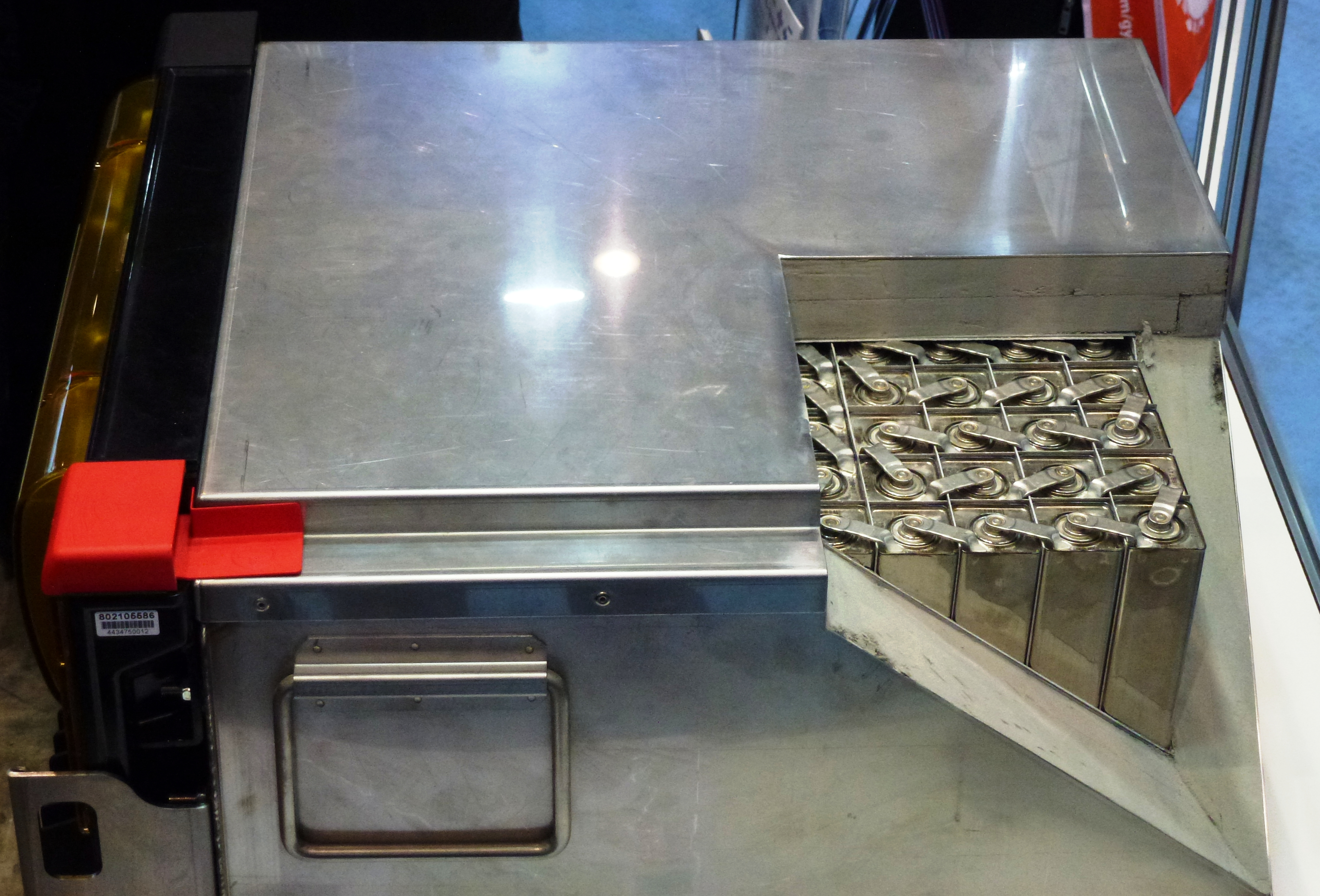
بطارية ملح منصهر

بطارية ملح منصهر هي فئة من البطاريات التي تستخدم الأملاح المنصهرة كالكهرل وتوفر كثافة طاقة عالية.

## نبذة
يمكن تخزين البطاريات الحرارية التقليدية غير القابلة لإعادة الشحن في حالتها الصلبة في درجة حرارة الغرفة لفترات طويلة من الزمن قبل تفعيلها عن طريق التدفئة. تُستخدم البطاريات السائلة القابلة لإعادة الشحن في السيارات الكهربائية وربما لتخزين الطاقة على الشبكة، لموازنة مصادر الطاقة المتجددة المتقطعة مثل الألواح الشمسية وتوربينات الرياح.